# Agrotis kerri
Agrotis kerri е изчезнал вид насекомо от семейство Нощни пеперуди (Noctuidae).

## Разпространение
Видът е ендемичен за северозападните части на Хавайските острови.